# Cary (Mississipi)
Cary és una població dels Estats Units a l'estat de Mississipi. Segons el cens del 2000 tenia 427 habitants.

## Demografia
Segons el cens del 2000, Cary tenia 427 habitants, 146 habitatges, i 107 famílies. La densitat de població era de 225,8 habitants per km².
Dels 146 habitatges en un 32,9% hi vivien nens de menys de 18 anys, en un 43,8% hi vivien parelles casades, en un 25,3% dones solteres, i en un 26,7% no eren unitats familiars. En el 24,7% dels habitatges hi vivien persones soles el 8,9% de les quals corresponia a persones de 65 anys o més que vivien soles. El nombre mitjà de persones vivint en cada habitatge era de 2,92 i el nombre mitjà de persones que vivien en cada família era de 3,5.
Per edats la població es repartia de la següent manera: un 34,2% tenia menys de 18 anys, un 7,5% entre 18 i 24, un 27,4% entre 25 i 44, un 20,8% de 45 a 60 i un 10,1% 65 anys o més.
L'edat mediana era de 32 anys. Per cada 100 dones de 18 o més anys hi havia 77,8 homes.
La renda mediana per habitatge era de 20.833 $ i la renda mediana per família de 23.750 $. Els homes tenien una renda mediana de 21.375 $ mentre que les dones 20.417 $. La renda per capita de la població era d'11.372 $. Entorn del 31% de les famílies i el 36,7% de la població estaven per davall del llindar de pobresa.

## Poblacions més properes
El següent diagrama mostra les poblacions més properes.